# Gigney
Gigney est une commune française située dans le département des Vosges, en région Grand Est.

## Géographie

### Localisation

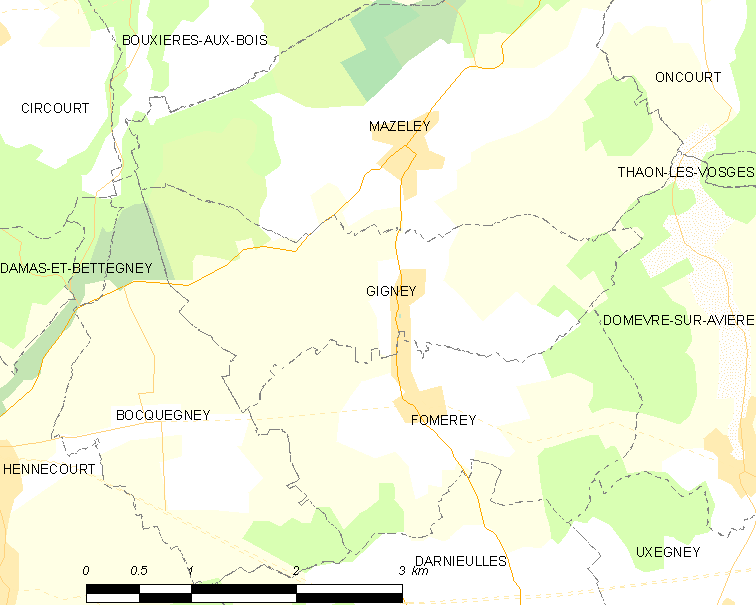
Situation géographique de Gigney.

La commune est à 1,1 km de Fomerey, 1,5 de Mazeley et 4,0 de Drnieulles.
|            | Mazeley |                    |
| Bocquegney | Gigney  | Domèvre-sur-Avière |
|            | Fomerey |                    |

### Hydrographie et les eaux souterraines
Hydrogéologie et climatologie : Système d’information pour la gestion des eaux souterraines du bassin Rhin-Meuse :
Territoire communal : Occupation du sol (Corinne Land Cover); Cours d'eau (BD Carthage),
Géologie : Carte géologique; Coupes géologiques et techniques,
 Hydrogéologie : Masses d'eau souterraine; BD Lisa; Cartes piézométriques.
La commune est située dans le bassin versant du Rhin au sein du bassin Rhin-Meuse. Elle est drainée par le ruisseau de Corbe, le ruisseau de Jaunay et le ruisseau le Trimbolot,.

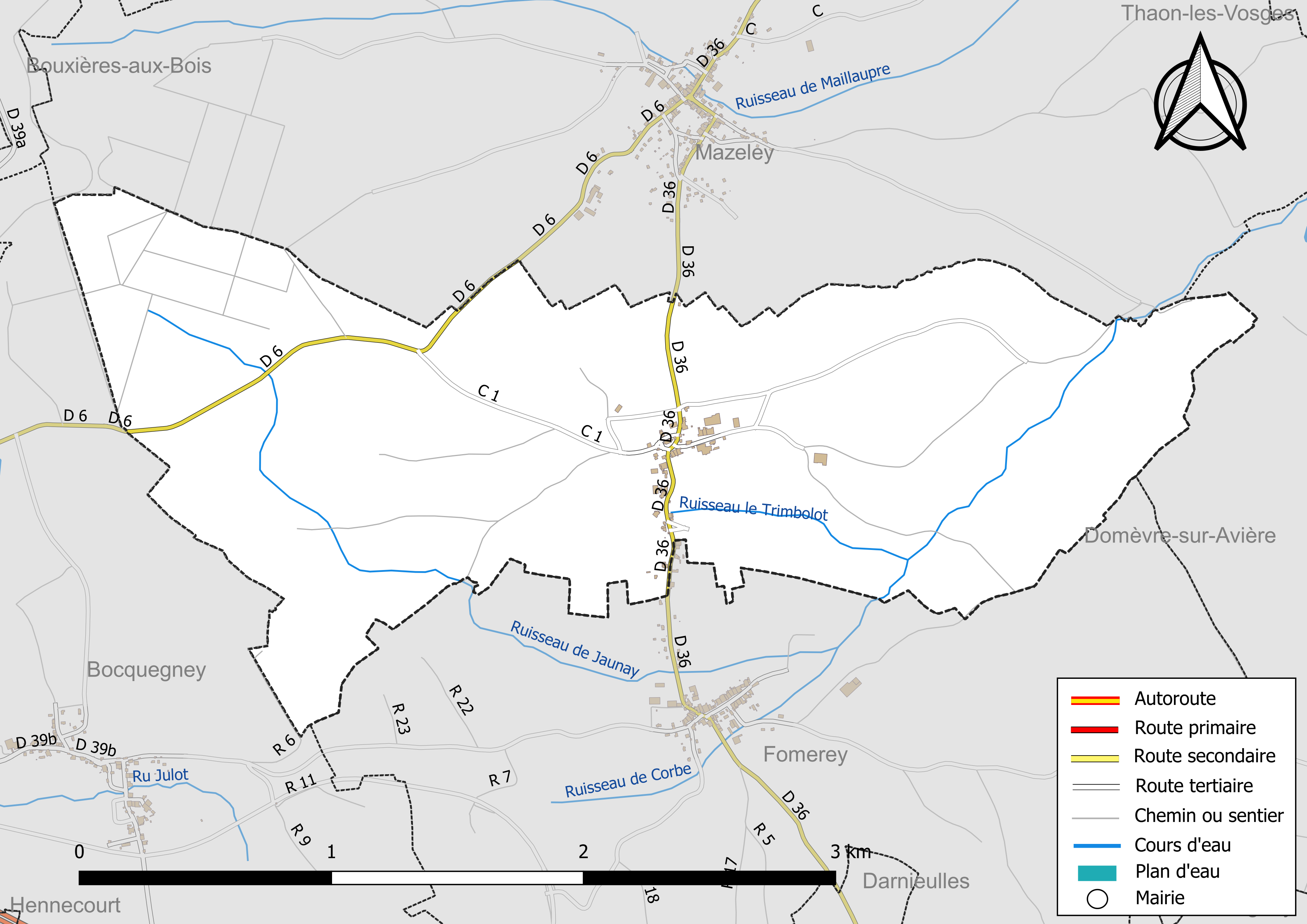
Réseaux hydrographique et routier de Gigney.

La qualité des eaux de baignade et des cours d’eau peut être consultée sur un site dédié géré par les agences de l’eau et l’Agence française pour la biodiversité.

### Climat
Pour des articles plus généraux, voir Climat du Grand Est et Climat des Vosges.
En 2010, le climat de la commune est de type climat des marges montargnardes, selon une étude du Centre national de la recherche scientifique s'appuyant sur une série de données couvrant la période 1971-2000. En 2020, Météo-France publie une typologie des climats de la France métropolitaine dans laquelle la commune est exposée à un climat semi-continental et est dans la région climatique  Lorraine, plateau de Langres, Morvan, caractérisée par un hiver rude (1,5 °C), des vents modérés et des brouillards fréquents en automne et hiver. 
Pour la période 1971-2000, la température annuelle moyenne est de 9,6 °C, avec une amplitude thermique annuelle de 17 °C. Le cumul annuel moyen de précipitations est de 982 mm, avec 12,7 jours de précipitations en janvier et 10,2 jours en juillet. Pour la période 1991-2020, la température moyenne annuelle observée sur la station météorologique de Météo-France la plus proche, « Épinal », sur la commune de Dogneville à 9 km à vol d'oiseau, est de 10,3 °C et le cumul annuel moyen de précipitations est de 907,0 mm. 
La température maximale relevée sur cette station est de 39,3 °C, atteinte le 25 juillet 2019 ; la température minimale est de −18,9 °C, atteinte le 12 janvier 1987,,. 
Les paramètres climatiques de la commune ont été estimés pour le milieu du siècle (2041-2070) selon différents scénarios d'émission de gaz à effet de serre à partir des nouvelles projections climatiques de référence DRIAS-2020. Ils sont consultables sur un site dédié publié par Météo-France en novembre 2022.

## Urbanisme

### Typologie
Au 1er janvier 2024, Gigney est catégorisée commune rurale à habitat très dispersé, selon la nouvelle grille communale de densité à sept niveaux définie par l'Insee en 2022.
Elle est située hors unité urbaine. Par ailleurs la commune fait partie de l'aire d'attraction d'Épinal, dont elle est une commune de la couronne,. Cette aire, qui regroupe 118 communes, est catégorisée dans les aires de 50 000 à moins de 200 000 habitants,.

### Occupation des sols
L'occupation des sols de la commune, telle qu'elle ressort de la base de données européenne d’occupation biophysique des sols Corine Land Cover (CLC), est marquée par l'importance des territoires agricoles (80,7 % en 2018), une proportion identique à celle de 1990 (80,7 %). La répartition détaillée en 2018 est la suivante : 
terres arables (62,8 %), prairies (17,9 %), forêts (16,2 %), zones urbanisées (3,1 %). L'évolution de l’occupation des sols de la commune et de ses infrastructures peut être observée sur les différentes représentations cartographiques du territoire : la carte de Cassini (XVIIIe siècle), la carte d'état-major (1820-1866) et les cartes ou photos aériennes de l'IGN pour la période actuelle (1950 à aujourd'hui).

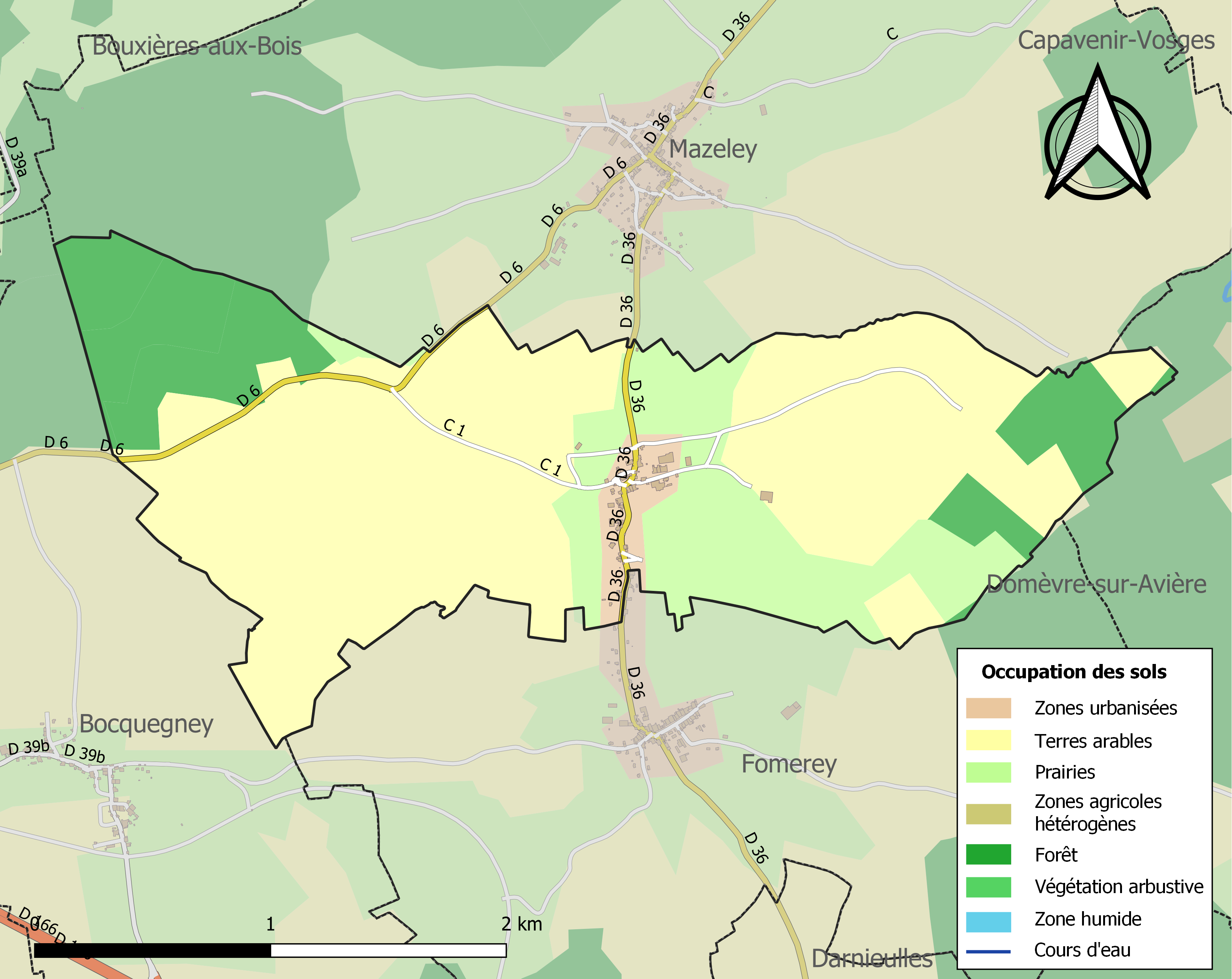
Carte des infrastructures et de l'occupation des sols de la commune en 2018 (CLC).

### Voies de communications et transports

#### Transports en commun
- Fluo Grand Est.

#### Lignes SNCF
- Gare d'Épinal.

## Toponymie
Le nom de la localité est attesté sous les formes Gehenneiacum (1147) ; Parrochiam de Gehenneio (avant 1165) ; De Gihenneis (XIe ou XIIe siècle) ; De Gehemnio, pour Gehennio (XIIe siècle) ; Gingneiz (1292) ; Gynneix (XIIIe siècle) ; Gineix (1311) ; Gigney (1313) ; De Gigneyo (1327) ; De Tigneyo, Tyqueyo, pour Gygneyo (1402).

- Gehennio, nom patois[16].

## Histoire
En 1237 Philippe de Lorraine, seigneur de Gerbéviller donna la terre de Gigney à l'église d'Épinal.
L'église de Gigney est rattachée à la paroisse Saint-Jean-Baptiste-de-l’Avière dans le diocèse de Saint-Dié. L'église est placée sous le patronage de saint Médard.

## Politique et administration

### Liste des maires
| Période                                  | Période                  | Identité                  | Étiquette | Qualité                                    |
| ---------------------------------------- | ------------------------ | ------------------------- | --------- | ------------------------------------------ |
| Les données manquantes sont à compléter. |                          |                           |           |                                            |
| 1974                                     | mars 2008                | Daniel Thomas (1936-2019) |           | Exploitant agricole                        |
| mars 2008                                | En cours (au 20/04/2022) | Jérôme Thomas             |           | Exploitant en GAEC Fils du maire précédent |

### Budget et fiscalité 2022

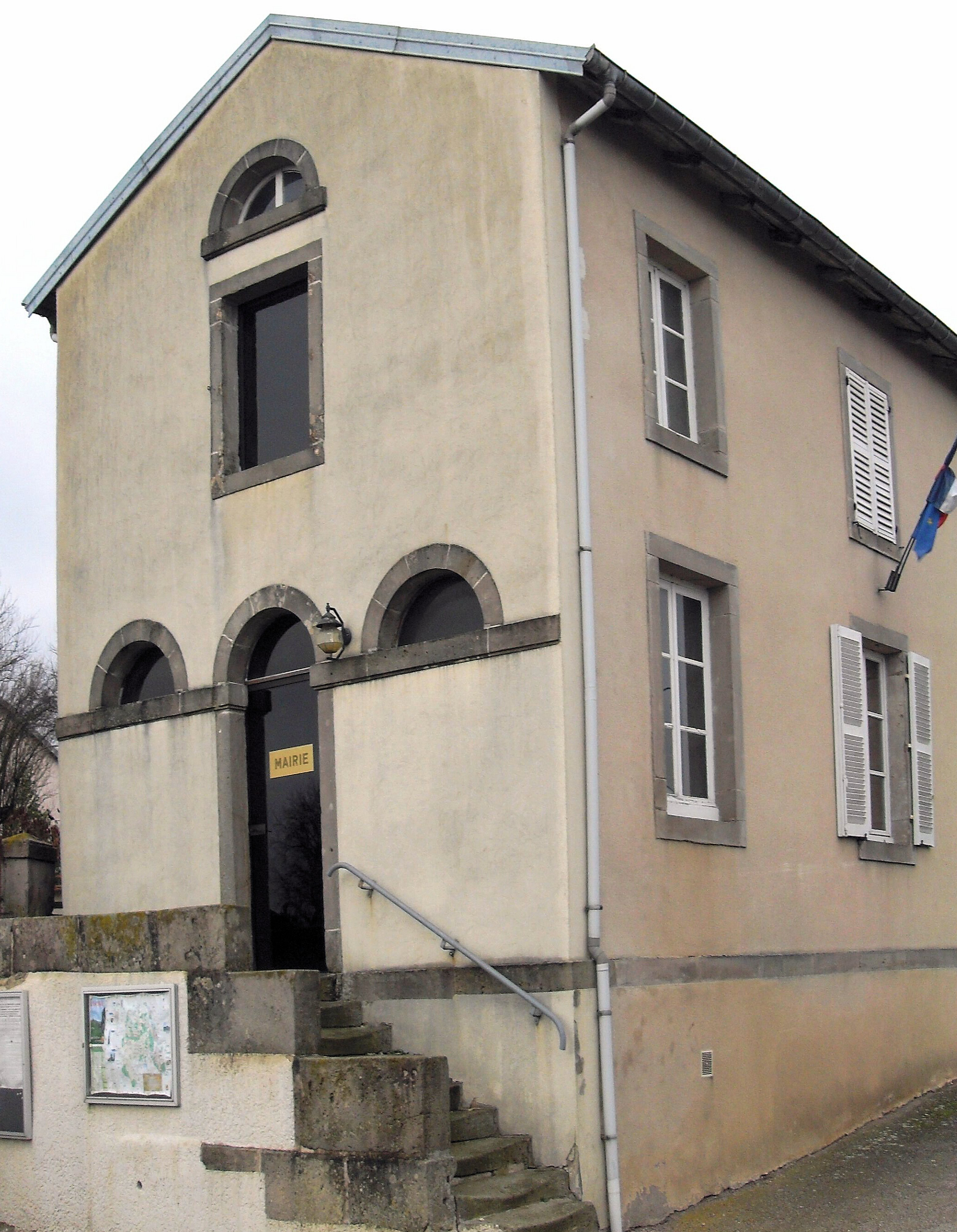
Mairie.

En 2022, le budget de la commune était constitué ainsi :
- total des produits de fonctionnement : 64 000 €, soit 1 192 € par habitant ;
- total des charges de fonctionnement : 56 000 €, soit 1 046 € par habitant ;
- total des ressources d'investissement : 8 000 €, soit 146 € par habitant ;
- total des emplois d'investissement : 8 000 €, soit 139 € par habitant ;
- endettement : 725 000 €, soit 1 154 € par habitant.

Avec les taux de fiscalité suivants :
- taxe d'habitation : 10,03 % ;
- taxe foncière sur les propriétés bâties : 36,85 % ;
- taxe foncière sur les propriétés non bâties : 16,08 % ;
- taxe additionnelle à la taxe foncière sur les propriétés non bâties : 0,00 % ;
- cotisation foncière des entreprises : 0,00 %.

Chiffres clés Revenus et pauvreté des ménages : médiane du revenu disponible, par unité de consommation.

### Communauté d'agglomération
Gigney appartient à la communauté d'agglomération d'Épinal.

### Jumelages
Gigney n'est jumelée avec aucune autre ville.

## Population et société

### Démographie

#### Évolution démographique
L'évolution du nombre d'habitants est connue à travers les recensements de la population effectués dans la commune depuis 1793. Pour les communes de moins de 10 000 habitants, une enquête de recensement portant sur toute la population est réalisée tous les cinq ans, les populations de référence des années intermédiaires étant quant à elles estimées par interpolation ou extrapolation. Pour la commune, le premier recensement exhaustif entrant dans le cadre du nouveau dispositif a été réalisé en 2005.

En 2022, la commune comptait 58 habitants, en évolution de +23,4 % par rapport à 2016 (Vosges : −2,96 %, France hors Mayotte : +2,11 %).
| 1793 | 1800 | 1806 | 1821 | 1831 | 1836 | 1841 | 1846 | 1856 |
| ---- | ---- | ---- | ---- | ---- | ---- | ---- | ---- | ---- |
| 190  | 185  | 186  | 177  | 211  | 209  | 225  | 223  | 216  |

| 1861 | 1866 | 1876 | 1881 | 1886 | 1891 | 1896 | 1901 | 1906 |
| ---- | ---- | ---- | ---- | ---- | ---- | ---- | ---- | ---- |
| 212  | 204  | 192  | 190  | 187  | 170  | 144  | 145  | 158  |

| 1911 | 1921 | 1926 | 1931 | 1936 | 1946 | 1954 | 1962 | 1968 |
| ---- | ---- | ---- | ---- | ---- | ---- | ---- | ---- | ---- |
| 152  | 128  | 125  | 109  | 97   | 84   | 115  | 98   | 90   |

| 1975 | 1982 | 1990 | 1999 | 2005 | 2006 | 2010 | 2015 | 2020 |
| ---- | ---- | ---- | ---- | ---- | ---- | ---- | ---- | ---- |
| 76   | 85   | 82   | 74   | 68   | 67   | 60   | 49   | 56   |

| 2022 | - | - | - | - | - | - | - | - |
| ---- | - | - | - | - | - | - | - | - |
| 58   | - | - | - | - | - | - | - | - |

### Enseignement
Établissements d'enseignements :
- Écoles maternelles et primaires à Darnieulles, Hennecourt, Uxegney, Damas-et-Bettegney, Thaon-les-Vosges, Chaumousey.
- Collèges à Thaon-les-Vosges, Dompaire, Golbey, Épinal.
- Lycées à  Thaon-les-Vosges, Épinal, Harol.

### Santé
Professionnels et établissements de santé :
- Médecins à Darnieulles, Uxegney, Damas-et-Bettegney, Thaon-les-Vosges, Les Forges, Chaumousey.
- Pharmacies à Uxegney, Thaon-les-Vosges, Les Forges, Chaumousey, Girancourt, Golbey.
- Hôpitaux à Thaon-les-Vosges, Golbey, Châtel-sur-Moselle,

### Cultes
- Culte catholique, Paroisse Saint-Jean-Baptiste-de-l'Avière[26], Diocèse de Saint-Dié.

## Économie

### Entreprises et commerces

#### Agriculture
- Culture de fruits à pépins et à noyau.
- Élevage de vaches laitières.

#### Tourisme
- Hébergements et restauration à Épinal, Sanchey, Rugney, Mirecourt.

#### Commerces
- Commerces et services de proxumté.

## Culture locale et patrimoine

### Lieux et monuments

L'église Saint-Médard.
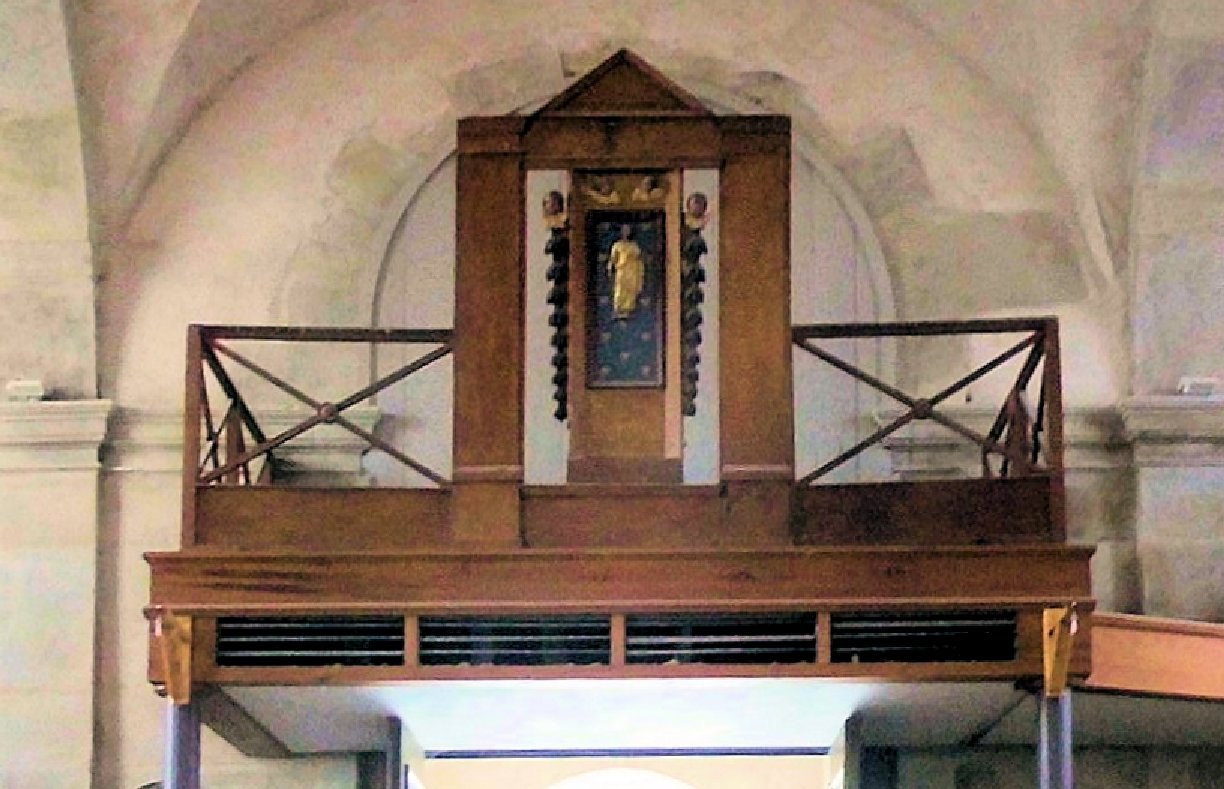
Orgue de l'église.
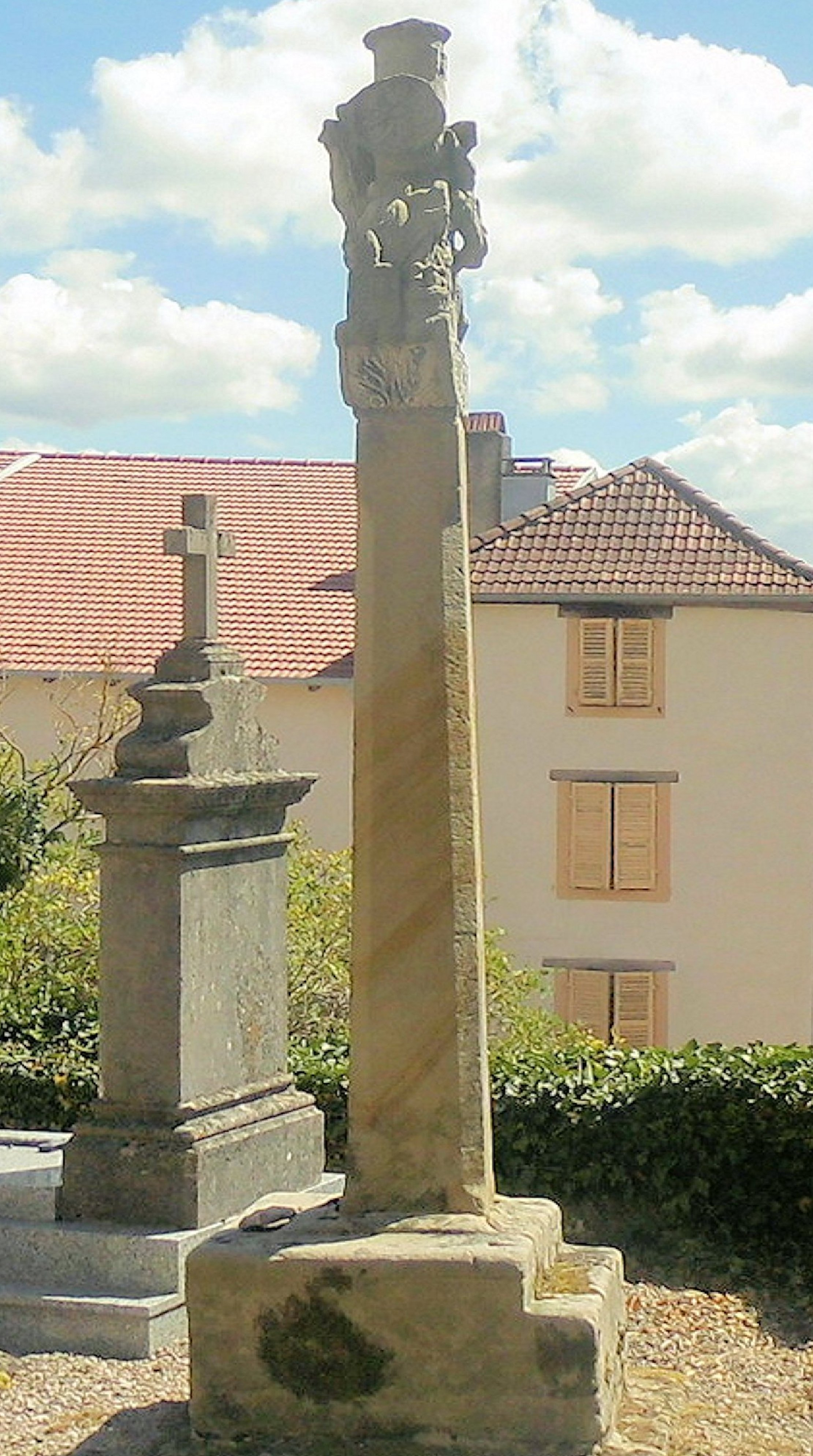
Croix de cimetière.
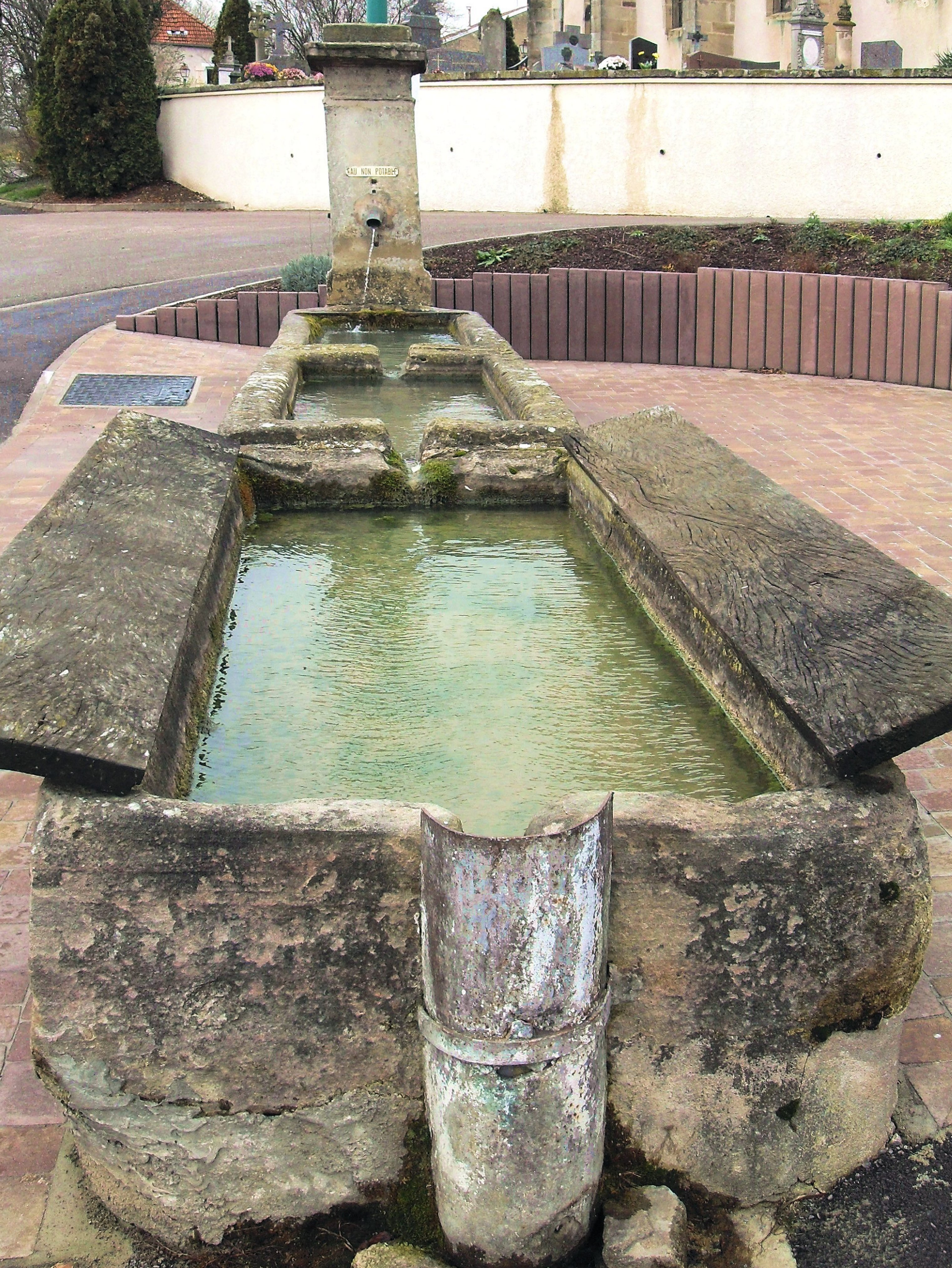
Puits à eau.

- Église Saint-Médard[27].

maître-autel.
Orgue.
Ce village de moins de cent habitants a la particularité d'abriter différents objets remarquables dont huit figurent au répertoire des monuments historiques :
- une chasuble du XVIIIe siècle[29] ;
- des croix de cimetière du XVIIIe siècle[MH 1] ;
- un calice en argent doré du XVIIIe siècle[30] ;
- un maître-autel également du XVIIIe siècle[31] ;
- une sculpture, le Christ en croix en bois peint, d'époque classique[32] ;
- une statue, la Vierge de Pitié en pierre peinte du XVIe siècle[33] ;
- et deux autels secondaires, tous deux du XVIIIe siècle : 
  - La Vierge à l'Enfant donnant le rosaire à saint Dominique et sainte Catherine de Sienne[34],
  - le miracle de saint Nicolas[35].
- Croix de cimetière en pierre du XVIIe siècle, classée au titre des monuments historiques par arrêté du 3 juin 1908[36].

À noter, sur le territoire de la commune, l'existence d'une pommeraie, véritable conservatoire de nombreuses variétés de pommes anciennes.

## Pour approfondir